# Phaenochitonia apolecta
Phaenochitonia apolecta är en fjärilsart som beskrevs av Bates 1868. Phaenochitonia apolecta ingår i släktet Phaenochitonia och familjen Riodinidae. Inga underarter finns listade i Catalogue of Life.